# Сідзіна (Суський повіт)
Сідзіна (пол. Sidzina) — село в Польщі, у гміні Бистра-Сідзіна Суського повіту Малопольського воєводства.
Населення — 3450 осіб (2011).

## Демографія
Демографічна структура станом на 31 березня 2011 року:
|          | Загалом | Допрацездатний вік | Працездатний вік | Постпрацездатний вік |
| -------- | ------- | ------------------ | ---------------- | -------------------- |
| Чоловіки | 1746    | 469                | 1105             | 172                  |
| Жінки    | 1704    | 425                | 933              | 346                  |
| Разом    | 3450    | 894                | 2038             | 518                  |

## Відомі уродженці
- Ян Тшопінський (1855—1931) — польський римо-католицький священик, прелат, парох Кохавини.